# Boston Marathon 1967
De Boston Marathon 1967 werd gelopen op woensdag 19 april 1967. Het was de 71e editie van de Boston Marathon. Aan deze wedstrijd mochten geen vrouwen deelnemen. Toch was het enkele vrouwen gelukt de wedstrijd te finishen. Pas in 1992 werden hun prestaties officieel erkend.
De Nieuw-Zeelander David McKenzie kwam als eerste over de streep in 2:15.45. De Amerikaanse Bobbi Gibb won bij de vrouwen in 3:27.17 (als onofficiële deelnemer).
In totaal finishten er 436 marathonlopers, waarvan 434 mannen en 2 vrouwen. De Amerikaanse studente Kathrine Switzer die met startnummer 261 voor de "Syracuse Harriers athletic club" liep, was de eerste officiële vrouwelijke deelnemer op een moment dat enkel mannen officieel mochten deelnemen. Een van de wedstrijdofficials, Jock Semple probeerde haar uit de wedstrijd te halen maar werd getackeld door Switzers vriend Tom Miller, een ex-All Americanfootballspeler die naast haar meeliep. De foto van deze tackle geraakte wijdverspreid in de media. 

## Uitslagen

### Mannen
| rang   | naam             | land | tijd    |
| ------ | ---------------- | ---- | ------- |
| Goud   | David McKenzie   | NZL  | 2:15.45 |
| Zilver | Thomas Laris     | USA  | 2:16.48 |
| Brons  | Yutaka Aoki      | JPN  | 2:17.17 |
| 4      | Louis Castagnola | USA  | 2:17.48 |
| 5      | Antonio Ambu     | ITA  | 2:18.04 |
| 6      | Andy Boychuk     | CAN  | 2:18.17 |
| 7      | Takashi Inoue    | JPN  | 2:20.41 |
| 8      | Toru Terasawa    | JPN  | 2:21.17 |
| 9      | Danny McFadzean  | ENG  | 2:22.06 |
| 10     | Kalevi Ihaksi    | FIN  | 2:22.07 |

### Vrouwen
| rang   | naam             | land | tijd    |
| ------ | ---------------- | ---- | ------- |
| Goud   | Bobbi Gibb       | USA  | 3:27.17 |
| Zilver | Kathrine Switzer | USA  | 4:20.02 |

1897 ·
1898 ·
1899 ·
1900 ·
1901 ·
1902 ·
1903 ·
1904 ·
1905 ·
1906 ·
1907 ·
1908 ·
1909 ·
1910 ·
1911 ·
1912 ·
1913 ·
1914 ·
1915 ·
1916 ·
1917 ·
1918 ·
1919 ·
1920 ·
1921 ·
1922 ·
1923 ·
1924 ·
1925 ·
1926 ·
1927 ·
1928 ·
1929 ·
1930 ·
1931 ·
1932 ·
1933 ·
1934 ·
1935 ·
1936 ·
1937 ·
1938 ·
1939 ·
1940 ·
1941 ·
1942 ·
1943 ·
1944 ·
1945 ·
1946 ·
1947 ·
1948 ·
1949 ·
1950 ·
1951 ·
1952 ·
1953 ·
1954 ·
1955 ·
1956 ·
1957 ·
1958 ·
1959 ·
1960 ·
1961 ·
1962 ·
1963 ·
1964 ·
1965 ·
1966 ·
1967 ·
1968 ·
1969 ·
1970 ·
1971 ·
1972 ·
1973 ·
1974 ·
1975 ·
1976 ·
1977 ·
1978 ·
1979 ·
1980 ·
1981 ·
1982 ·
1983 ·
1984 ·
1985 ·
1986 ·
1987 ·
1988 ·
1989 ·
1990 ·
1991 ·
1992 ·
1993 ·
1994 ·
1995 ·
1996 ·
1997 ·
1998 ·
1999 ·
2000 ·
2001 ·
2002 ·
2003 ·
2004 ·
2005 ·
2006 ·
2007 ·
2008 ·
2009 ·
2010 ·
2011 ·
2012 ·
2013 ·
2014 ·
2015 ·
2016 ·
2017 ·
2018 ·
2019 ·
2020 ·
2021 ·
2022